# Rudolf Eichhorn (Politiker, 1921)
Rudolf Eichhorn (* 23. April 1921 in Dresden) ist ein ehemaliger deutscher Politiker (CDU) und Abgeordneter der Volkskammer.

## Leben
Rudolf Eichhorn war Sohn eines Baumeisters. Nach dem Besuch der Grund- und Oberrealschule begann er 1938 zunächst eine Maurerlehre. 1939 wechselte er zur Staatsbauschule für Hoch- und Tiefbau in seiner Heimatstadt und schloss dieses Studium 1944 als Ingenieur für Hochbau ab. Anschließend wurde er zum Kriegsdienst eingezogen und geriet auch in Gefangenschaft. 1946 kehrte Eichhorn nach Dresden zurück und war bis 1956 als Bauingenieur tätig. Danach wechselte er zum Rat des Bezirkes Dresden.

## Politik
Am 22. März 1939 beantragte Eichhorn die Aufnahme in die NSDAP und wurde zum 1. September desselben Jahres aufgenommen (Mitgliedsnummer 7.169.141). Nach seiner Rückkehr aus der Gefangenschaft wurde er 1946 Mitglied der CDU in der Sowjetischen Besatzungszone. Diese vertrat er später auch als Abgeordneter im Bezirkstag Dresden. Dies ging einher mit seiner Funktion als stellvertretender Vorsitzender des Rates des Bezirkes Dresden, welche er von 1956 bis 1964 innehatte. Von 1958 bis 1964 war Eichhorn zusätzlich Bezirksbaudirektor. Gleichzeitig vertrat er von 1958 bis 1963 seine Partei als Abgeordneter in der Volkskammer. Auf dem 10. Parteitag der CDU im Juni 1960 wurde er mit Erich Wächter in die Zentrale Revisionskommission der CDU gewählt. Von 1965 bis 1970 fungierte er als stellvertretender Minister für Bauwesen der DDR. Anschließend war er Direktor der Deutschen Bauausstellung in Dresden und 1. Stellvertreter des Direktors des Instituts für Bauinformation. Ab 1968 war er Mitglied des Hauptvorstandes der CDU.
Eichhorns NSDAP-Mitgliedschaft wurde in offiziellen Darstellungen zu DDR-Zeiten nicht erwähnt. 

## Ehrungen
- 1959: Vaterländischer Verdienstorden in Bronze[4]
- 1981: Vaterländischer Verdienstorden in Silber[5]